# Königsschiffe

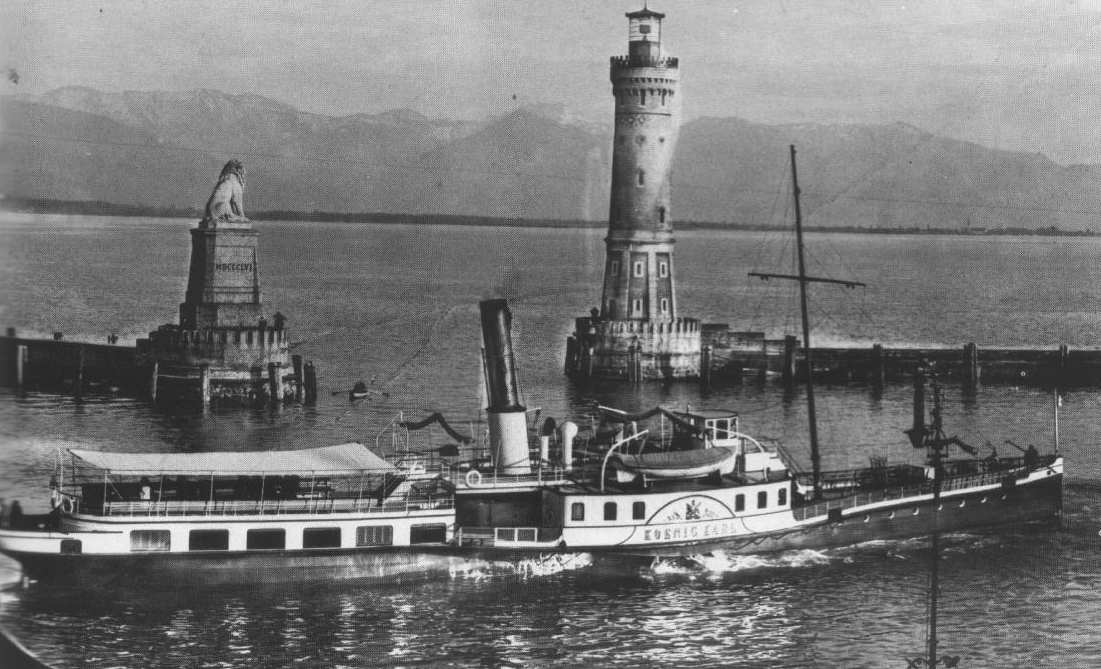
Salondampfer König Karl in Lindau 1905. Deutlich erkennbar sind die großen Aussichtsfenster des Halbsalons.

Die sogenannten Königsschiffe waren eine Schiffsfamilie weitgehend baugleicher Halbsalondampfer einer Technikepoche der Königlich Württembergischen Staats-Eisenbahnen, die auf dem Bodensee verkehrten (Baujahre 1890–1903).
Es handelte sich um:
- König Karl, Indienststellung 1890.[1] Ausgemustert 1933. Verschrottet 1937
- Königin Charlotte, Indienststellung 1892.[2] nach Kriegseinwirkung 1944 abgebrochen.
- König Wilhelm, Indienststellung 1901.[3] 1938 ausgemustert und 1940 verschrottet.

Auch die Württemberg, das Schwesterschiff der König Wilhelm, ist vergleichbar. Sie wird nicht zu den „Königsschiffen“ gerechnet, da sie keinen Monarchennamen trug. Auch sie wurde nach Kriegseinwirkung 1944 außer Dienst gestellt.
Kennzeichnend für die „Königsschiffe“ waren die großen Aussichtsfenster des Halbsalons, mit denen ein maritimes Erscheinungsbild erzielt wurde.